# Verworrenes Jahr
Als verworrenes Jahr (lat. annus confusionis) wird das letzte Jahr des römischen Kalenders 708 a. u. c. vor der Einführung des julianischen Kalenders bezeichnet, das nach dem rückdatierten julianischen Kalender und christlicher Zeitrechnung am 14. Oktober 47 v. Chr. begann und am 1. Januar 45 v. Chr. endete. Diese Rückdatierung ist jedoch nicht üblich, sodass der annus confusionis gemeinhin „das Jahr 46 v. Chr.“ genannt wird.

## Hintergrund

### Zwei zusätzliche Schaltmonate
Appian, Cassius Dio und Macrobius berichten in ihren Schriften, dass Julius Cäsar im Jahr 47 v. Chr. den Schaltzyklus des späteren julianischen Kalenders im hellenisierten Alten Ägypten in Alexandria kennenlernte. Die ergänzenden Angaben des Macrobius lassen daher die Möglichkeit zu, dass Cäsar nach Ägypten reiste, um mit den Fachleuten des ägyptischen Kalenders die neue Kalenderform des julianischen Kalenders zu besprechen; der Überlieferung nach handelte es sich um Sosigenes und Acoreus.
Censorinus erwähnte, dass Julius Cäsar neben dem Schaltmonat Mercedonius mit 23 Tagen zwei weitere Schaltmonate mit 33 und 34 Tagen zwischen November und December in den römischen Kalender einfügte. Damit hatte das verworrene Jahr eine Gesamtlänge von 445 Tagen, es enthielt somit 80 Zusatztage gegenüber einem Gemeinjahr (mit 365 Tagen) beziehungsweise 90 Zusatztage gegenüber dem 355-tägigen römischen Kalender. Im Normalfall stellte das römische Jahr 708 a. u. c. das letzte Jahr einer Vierjahresperiode dar, in welchem möglicherweise die Schaltregel vom „dritten Octennium“ Anwendung gefunden hätte.

### Jahr 708 a. u. c.
Das Jahr 708 a. u. c. begann in Umrechnung auf das julianische Kalendersystem bereits am 14. Oktober 47 v. Chr. und endete am 1. Januar 45 v. Chr. Der Monatsanfang des Schaltmonats Mercedonius fiel auf den 5. Dezember 47 v. Chr. Die zwei weiteren Schaltmonate (67 Tage) umfassten den Zeitraum vom 28. September bis zum 3. Dezember 46 v. Chr. Der Frühlingsanfang fiel 708 a. u. c auf den 22. Maius im römischen Kalender, was dem 24. März 46 v. Chr. im julianischen Kalendersystem entspricht.
| „Verworrenes Jahr“ (47–45 v. Chr.): Kalenden der römischen Kalendermonate im „julianischen Kalender“ | „Verworrenes Jahr“ (47–45 v. Chr.): Kalenden der römischen Kalendermonate im „julianischen Kalender“ | „Verworrenes Jahr“ (47–45 v. Chr.): Kalenden der römischen Kalendermonate im „julianischen Kalender“ | „Verworrenes Jahr“ (47–45 v. Chr.): Kalenden der römischen Kalendermonate im „julianischen Kalender“ | „Verworrenes Jahr“ (47–45 v. Chr.): Kalenden der römischen Kalendermonate im „julianischen Kalender“ | „Verworrenes Jahr“ (47–45 v. Chr.): Kalenden der römischen Kalendermonate im „julianischen Kalender“ | „Verworrenes Jahr“ (47–45 v. Chr.): Kalenden der römischen Kalendermonate im „julianischen Kalender“ | „Verworrenes Jahr“ (47–45 v. Chr.): Kalenden der römischen Kalendermonate im „julianischen Kalender“ | „Verworrenes Jahr“ (47–45 v. Chr.): Kalenden der römischen Kalendermonate im „julianischen Kalender“ | „Verworrenes Jahr“ (47–45 v. Chr.): Kalenden der römischen Kalendermonate im „julianischen Kalender“ | „Verworrenes Jahr“ (47–45 v. Chr.): Kalenden der römischen Kalendermonate im „julianischen Kalender“ | „Verworrenes Jahr“ (47–45 v. Chr.): Kalenden der römischen Kalendermonate im „julianischen Kalender“ |
| Ianuarius                                                                                            | Februarius                                                                                           | Martius                                                                                              | Aprilis                                                                                              | Maius                                                                                                | Iunius                                                                                               | Quintilis                                                                                            | Sextilis                                                                                             | September                                                                                            | October                                                                                              | November                                                                                             | December                                                                                             |
| --- | --- | --- | --- | --- | --- | --- | --- | --- | --- | --- | --- |
| 14. Okt. 47 v. Chr.                                                                                  | 12. Nov. 47 v. Chr.                                                                                  | 2. Jan. 46 v. Chr.                                                                                   | 2. Feb. 46 v. Chr.                                                                                   | 3. März 46 v. Chr.                                                                                   | 3. Apr. 46 v. Chr.                                                                                   | 2. Mai 46 v. Chr.                                                                                    | 2. Juni 46 v. Chr.                                                                                   | 1. Juli 46 v. Chr.                                                                                   | 30. Juli 46 v. Chr.                                                                                  | 30. Aug. 46 v. Chr.                                                                                  | 4. Dez. 46 v. Chr.                                                                                   |